# ۲٬۳-دی‌هیدروکسی-۳-متیل‌پنتانوئیک اسید
۲٬۳-دی‌هیدروکسی-۳-متیل‌پنتانوئیک اسید (به انگلیسی: 2,3-Dihydroxy-3-methylpentanoic acid) با فرمول شیمیایی C۶H۱۲O۴ یک ترکیب شیمیایی با شناسه پاب‌کم ۸ و جرم مولی ۱۴۸٫۱۶ g/mol یک هیدروکسی اسید است. هیدروکسی اسیدها گروهی از اسیدهای کربوکسیلیک هستند که یک گروه عاملی هیدروکسیل به آنها افزوده شده است.